# ویلشتدت
ویلشتدت (به آلمانی: Wilstedt) یک شهر در آلمان است که در Tarmstedt واقع شده‌است.
 ویلشتدت  ۱٬۷۲۷ نفر جمعیت دارد.